# NGC 3918
NGC 3918 är en planetarisk nebulosa i stjärnbilden Kentauren. Den upptäcktes i mars 1834 av John Herschel.